# Brachistosternus chango
Espèce
Brachistosternus chango est une espèce de scorpions de la famille des Bothriuridae.

## Distribution
Cette espèce est endémique de la région de Coquimbo au Chili. Elle se rencontre vers Los Vilos.

## Description
Le mâle holotype mesure 44,92 mm et la femelle paratype 54,59 mm.

## Étymologie
Cette espèce est nommée en l'honneur des Changos.

## Publication originale
- Ojanguren Affilastro, Mattoni & Prendini, 2007 : The genus Brachistosternus (Scorpiones: Bothriuridae) in Chile, with Descriptions of Two New Species. American Museum Novitates, no 3564, p. 1–44 (texte intégral).